# 커맨드 앤 컨커: 레드 얼럿 2
《커맨드 앤 컨커: 레드 얼럿 2》(Command & Conquer: Red Alert 2)은 2000년에 웨스트우드 스튜디오에서 내놓은 전작인 커맨드 앤 컨커: 레드 얼럿의 후속판이며, 커맨드 앤 컨커 시리즈에 포함되는 2.5D 실시간 전략 시뮬레이션 게임이다. 레드얼럿 2에는 전편에 나온 연합군과 소비에트군이 다시 등장하며, 전편의 “레드 얼럿”에서 나왔던 유닛과, 여러 건물이 다시 등장하였다. 레드얼럿 2는 전편보다 그래픽이 좋아지고, 멀티플레이어 지원과, 레드얼럿 스토리를 충실히 따르고 있다. 그러나 알베르트 아인슈타인의 등장 이외에는 첫 번째 레드 얼럿과의 다른 점 때문에 커맨드 앤 컨커: 타이베리안 시리즈의 줄거리와 일치되는 연결점이 없다.
2001년에 확장팩 《커맨드 앤 컨커: 유리의 복수》가 출시됐다.

## 줄거리: 또 다른 세계 제3차 대전
레드얼럿 2는 매우 공상적이면서, 냉전체제의 위기를 보여주고 있다. 이 스토리는 "적색 경보 1"의 줄거리 중, 연합군이 소련을 상대로 승전했다는 줄거리로 이어져 간다. 스탈린이 죽고 난후에, 귀족 출신이면서 평화를 옹호하는 알렉산더 로마노프가 연합군의 추대로 꼭두각시 소비에트의 지도자가 된다. 로마노프의 휘하에서 소련은 제1차 공산화 전쟁 당시로 복귀하게 된다. 그러나 연합군은 생각을 못했던 것이, 로마노프는 제1차 공산화 전쟁에서 승리한 연합군을 싫어하고 있었고, 비밀리에 무기 기술을 개발시키고 붉은 군대를 다시 창설하게 된다. 로마노프는 유령 평화 단체인 "세계 공산주의 연맹"을 만들어, 표면상으로 다른 공산주의 국가에게 평화적인 지원을 해주는 것처럼 보였다. 멕시코에 내란이 벌어지게 되자, 로마노프는 평화 유지군을 파견하게 된다. 전면전을 치를 만한 시간을 파악한 후, 로마노프는 미국을 향해 전면전을 하게 된다. 소련은 지난 전쟁에서 미국이 유럽을 도운것을 현실화 하게 되고, 그들은 미국을 향해 전쟁을 치르기로 결심하게 된다. 소련이 멕시코에 보낸 평화 유지군은 미국 국경을 침범하게 되고, 붉은 해군과 붉은 공군은 미국이 가진 태평양과 대서양 해변을 유린하게 된다. 그때 미국 대통령인 마이클 듀간이 소련을 향해서 핵 공격을 하겠다고 협박을 하자, 로마노프의 과학·기술 담당관인 유리가 정신 기술을 이용해서 미국 핵 사일로를 부숴버리게 된다. 소련의 전쟁기계들이 미국을 유린하자, 듀간은 유럽 연합에 도움을 요청하게 된다. 유럽군은 미국이 소련의 핵 사일로를 무력화 시킴에 따라 전쟁에 동참하게 되고, 전쟁은 3차 세계대전으로 번져, 연합군과 소련군이 다시 전 세계를 놓고 싸우게 되었다.

## 참전 국가
연합국과 소비에트 측은 각각의 이유에 따라 여러 국가가 소속되어 있다. 각국가들은 "레드얼럿 2"의 멀티플레이어와 모의 전투에 쓸 수 있는 특별 부대를 가지고 있다. 확장팩 "유리의 복수"에서는 몇몇 나라의 특별 부대가 미션에 나타나기도 한다. 각 나라의 특수 유닛들을 공군 사령부(연합국) 또는 레이다 탑(소비에트)을 필요로 한다.

### 연합군
연합군 세력은 번개같이 빠른 공격과, 군사 정보쪽에 초점을두고 있다. 그리스를 제외한 제1차 공산화 전쟁(커맨드 앤 컨커: 레드얼럿) 때의 유럽 국가들과, 미국 그리고 대한민국이 소련 연방에 맞서서 싸우게 된다.
- 미국 - 101 공정대. 테크 공항을 점령하였을 때 사용 가능한 낙하산 부대와 유사하다. 공군 지휘소가 건설된 이후부터 시간이 충전되기 시작하며, 사용될 경우 지도상에서 선택한 위치에 9명의 GI를 드롭한다. 이는 일반 낙하산 부대의 인원보다 3명이 많은 수이다. 또한 미국군의 플레이어가 테크 공항을 점령할 경우 그 플레이어는 101 공정대 이외에 추가로 낙하산 부대를 사용할 수 있다.
- 프랑스 - 그랜드 캐논. 긴 사정거리와 높은 대미지, 비교적 높은 내구도를 지닌 방어 포탑이다. 그랜드 캐논은 보병과 차량 유닛에 상당한 대미지를 입히지만 대공 공격을 하지 못하므로 공중 유닛에는 취약한 편이다. 그랜드 캐논의 공격은 스플래시 대미지이므로 공격 대상 근처에 있는 다른 적 유닛이나 자기편 유닛도 대미지를 입게 된다. 또한 그랜드 캐논은 최소 사정거리를 지니며, 지나치게 가까이 붙어있는 유닛은 공격할 수 없다.
- 독일 - 구축전차. 차량 유닛 공격에 특화된 전차이다. 구축전차의 대전차 철갑탄은 차량 유닛에 막강한 대미지를 주며, 적절하게 배치될 경우 아포칼립스 탱크도 순식간에 고철로 만들 수 있다. 그러나 구축전차는 보병이나 건물에게는 거의 대미지를 주지 못하며, 테러 드론에도 취약하다.
- 영국 - 저격병. 타냐나 네이비 씰처럼 저격병의 라이플은 거의 모든 종류의 보병을 일격에 제거할 수 있으나 차량 유닛이나 건물에는 거의 대미지를 주지 못한다. 저격병은 매우 긴 사정거리를 가지고 있으나 공격 속도는 조금 느린 편이다.
- 대한민국 - 보라매(블랙 이글)폭격기. 일반 연합군 해리어 유닛의 업그레이드 버전이다. 보통 해리어 유닛과 생산 가격이 같으나 훨씬 빠르고 내구도가 높으며, 훨씬 강력한 공격력을 가진다.

### 소비에트
소비에트 측은 강력한 힘과, 많은 수로 적을 압도한다. 게임에서 소비에트 국가들의 연합은 소련이 전쟁 후에 만든 "세계 공산주의 연맹"으로 설명되는데 외견상으로는 공산주의 국가들의 고문이지만 실제로는 연합국과 싸우기 위한 새로운 군사 연합으로 보인다.
- 소련 - 테슬라 탱크. 테슬라 탱크는 소형 테슬라 코일 2문을 장비하고 있다. 테슬라 탱크의 전기 공격은 방어 건물인 테슬라 코일보다는 약하나 테슬라 보병의 공격에 비하면 훨씬 강하다. 테슬라 탱크의 전기 공격은 건물, 차량, 보병 가리지 않고 막대한 대미지를 입힌다. 또한 테슬라 탱크는 중간에 방어벽이 가로막더라도 목표를 공격할 수 있다.
- 쿠바 - 테러리스트. 테러리스트는 몸에 폭탄을 장착한 보병으로써, 적 유닛이나 건물에 돌진해 자폭한다. 크레이지 이반 유닛처럼 적의 공격에 의해 사살당하였을 때에도 폭발한다. 테러리스트의 공격력(자폭 대미지)는 크레이지 이반이 죽을 때의 폭발보다는 약한 편이다. 그러나 크레이지 이반이 상당히 느린 유닛인 반면에 테러리스트는 속도가 매우 빠르며 그로 인해 적 유닛에게 더욱 빠르게 접근할 수 있다. 또한 소련군 보병의 2배(그리고 연합군의 GI와 같은 가격)가격에 불과하므로 대량으로 만들어 돌진하는 작전이 가능하다.
- 이라크 - 데졸레이터. 방사능 캐논을 사용하며, 대 방사능 방호복을 입고 있어 같은 데졸레이터의 공격이나 다른 방사능 공격에 대미지를 입지 않는다. 데졸레이터의 방사능 캐논은 유닛, 특히 보병에 막대한 피해를 줄 수 있으나 건물에는 대미지를 주지는 못한다. 데졸레이터를 배치(게임 내에서의 특수 명령)시킬 경우 자신의 주위를 방사능으로 오염시키는 특수 능력을 발동할 수 있다. 이 방사능 오염 지역의 크기는 핵미사일이 폭발한 후 남기는 잔존 방사능의 범위와 거의 같다. 이 방사능 지역에 들어온 데졸레이터를 제외한 보병은 거의 즉시 사망하며, 테러드론과 광물 굴착기를 제외한 차량들은 서서히 에너지가 닳게 된다. 이 방사능 공격 역시 건물에는 대미지를 줄 수 없다.
- 리비아 - 데몰리션 트럭. 핵탄두를 실은 소형 트럭이다. 레드얼럿 1에 등장했던 무선조종 폭파 트럭과 유사하나 폭발력이 더 작다. 테러리스트와 유사한 자살공격 유닛으로써 목표물에 도달하게 되면 폭발하게 된다. 데몰리션 트럭의 폭발 장면은 소련군의 핵미사일이 폭발한 것과 유사하며, 버섯 구름과 함께 방사능 지역이 형성되게 된다. 철의 장막과 조합되어 사용된다면 적 기지에 괴멸적인 피해를 입힐 수 있다.

## 확장팩
커맨드 앤 컨커: 유리의 복수(Command & Conquer: Yuri's Revenge)는 "레드얼럿 2"의 확장팩으로, 2001년에 발매되었다.

## 연합국의 강점
- 군사 정보 : 연합군은 정보전 측에 유용한 2개의 건축물을 지을 수 있다: 갭 생성기(제너레이터)는 적이 그 지역을 보는 것을 막아준다. 적이 갭 생성기(제너레이터)에 의해 가려진 지역을 보려면, 적의 지상 부대가 갭 생성기(제너레이터)의 영향력이 미치는 곳에 남아 있어야만 한다. 또 첩보위성 업링크는 갭 생성기(제너레이터)가 만들어진 부분을 제외한 맵의 모든 부분을 플레이어에게 보여준다. 또 연합군이 연합군 전투연구소를 건설하면 미라지 탱크라는 유닛을 만들 수 있는데, 미라지 탱크는 정지했을시에 나무로 변신해서 탱크에 장착된 무기로 적을 공격할 수 있다. 그리즐리 탱크는 내구력은 약하나 빠른 기동성을 자랑하기에 상대로 하여금 뒷치기나 허술한 곳을 때리는 전술을 아주 잘 활용할 수 있었다 하지만 적이 이라크 특수 유닛인 데졸레이터로 땅을 방사능으로 할 경우 그래즐리 탱크의 활용도는 매우 낮아진다는 단점이 있다.

- 기동성: 거의 대부분의 연합군 지상 부대는 소련군 부대보다 더 빠르다. 그래서 연합군쪽에서는 게릴라 전술쓰기가 더 편하다. 또 연합군측에서는 레이다에 걸리지 않는 나이트호크 헬기를 생산할 수 있는데, 이 헬기에는 5명의 보병이 탈 수 있다. 연합군 플레이어의 기본 전술은 나이트호크 헬기에 엔지니어를 실어서 엔지니어로 적의 건물을 점령후 파는 것이다. 또한 연합군의 슈퍼무기인 크로노스피어는 전차병력을 최대9대까지 전장어디든지 보낼 수 있다.

- 공군 우세: 연합군 공군은 해리어와 로켓보병으로 구성되어 있다. 비록 공군 유닛들이 소비에트의 방공시스템에 취약하지만, 특히 해리어같은 경우, 수월하게 타겟을 공격할 수 있다. 유일한 소비에트 공중 유닛인 키로프 비행선은 매우 위협적이지만 공대공 공격과 지대공 공격에도 취약한 면을 보여준다. 또한 키로프 비행선은 게임에서 매우 비싼 유닛으로 한대당 $2000이 든다.

- 효율적인 자원공급: 연합군의 광물 굴착기인 크로노 굴착기는 광물 제련소까지 순간이동을 할 수 있어서 광물 채취에 걸리는 시간을 반으로 줄여버린다. 이걸 보정하기 위해서 크로노 굴착기는 소련의 전투 굴착기보다 더 적은 양의 광물을 운반한다. 또한 연합군은 광물 제련기를 세워 크로노 굴착기가 굴착한 광물을 좀 더 제련해 굴착기가 캐온 광물의 질을 늘려 자금을 좀 더 늘릴 수 있게 해준다. 무엇보다 크로노 굴착기는 순간이동덕분에 소련의 테러드론에 당해도 순간이동하면 테러드론을 떼어놓기에 테러드론에게 당하는 문제가 되지 않는다.

## 소비에트의 강점
- 강력한 전차 부대: 라이노 탱크는 소련군 전력의 중추를 구성하고 있다. 라이노 탱크는 연합군의 그리즐리 탱크보다 비싸며 속도가 조금 느리지만 방어력과 공격력은 더 강하다. 그러한 탓에 지형적으로 유리한 위치나 다른 유닛의 지원없이 그리즐리 탱크만으로 라이노 탱크 부대를 정면 공격 하는 것은 연합군 플레이어로서는 현명하지 못한 전략에 속한다. 소련군 전투 연구소가 지어지게 되면 소련군 플레이어는 더욱 강력한 전차인 아포칼립스를 생산할 수 있다. 이 움직이는 요새라 부를 만한 괴물은 모든 전차 중에서 가장 방어력이 높고 공격력 역시 최강이다. 그 예로 한국 진영의 보라매 폭격기 4대가 동시에 폭격을 해도 살아남으며(레드얼럿2에서 보라매 폭격기 2대만으로 웬만한 탱크는 다 잡는다.), 핵미사일을 정확히 맞아도 살아아남으며, 2연장 캐논은 그리즐리 탱크를 한두방에 고철더미로 만들 수 있다. 다만 단점으로 꼽는다면 느린 속도와 건설차(MCV)다음으로 비싼 가격(1750$) 그리고, 보병에는 유난히 약하다. 하지만 전투 연구소 빌드로 아포칼립스빌드를 타는 것은 오히려 좋지 않다 레드얼럿2의 생명은 바로 무빙컨트롤이다 이에 비해 아포칼립스는 생산도 느리고 무빙도 안되고 무엇보다도 너무 비싸다. 실제 당시 온라인에선 슈퍼무기 옵션을 꺼두고, 전투 연구소 빌드로 가지 않고 라이노 탱크 빌드로 가는 것이 대부분이었다.

- 대공 능력: 연합군측은 강력한 공군이 있으며, 소비에트 측에서는 강력한 방공체제가 있다. 소비에트는 여러사이즈의 대공포를 사용한다. 또한 소비에트측에서는 대공포를 쏘는 대공보병과 여러 명을 태울 수 있는 대공 장갑차가 있다. 또한 해상유닛중에 시스콜피온은 대공쪽에 있어서 매우 위협적인 유닛이다. 그리고 아포칼립스 탱크는 대공 미사일을 발사해 유닛들을 없애버릴수 있다. 거의 모든 소비에트 방공무기들은 스플래시 대미지를 가지고 있어 연합군에게 치명적인 피해를 입힌다. 또한 대공포는 50대 50의 확률로 공수부대를 공격할 수 있다. 만약 연합군 사령관이 장기전을 제외하고, 많은 돈을 공군에 투지한다면 소비에트측에서는 곧 연합군 플레이어에게 탱크로 밀고 올 것이다.

- 저렴한 보병: 소련군의 보병은 연합군의 GI의 절반가격이다. 복제소가 지어지게 되면 플레이어가 보병 유닛을 생산할 때마다 복제소에서 추가로(그리고 무료로)보병이 한 명 더 나오게 되며, 사실상 보병 가격을 절반으로 인하하는 셈이 된다.(레드얼럿2:유리의 복수에서 복제소는 유리군 진영의 건물로 넘어갔으며, 복제소 대신에 공장이 생겼다. 공장은 군수공장에서 건설되는 유닛들의 생산 비용과 시간을 25% 줄여 준다.) 소련군 유저는 다수의 보병이라는 이점을 이용해 다양한 전술을 실행하는 것이 가능하다.(예를 들어 소련군 보병을 중립 건물에 주둔시키는 전략은 도시 맵에서 특히 유용하다.)
- 공성 무기: 소련군의 V3발사기의 사정거리는 모든(프랑스의 그랜드 캐논을 포함해서)방어 건물의 사정거리를 넘는다. 만약 적이 기지 방어를 방어 건물에 주로 의지하고 있다면 이러한 V3의 강점은 상당한 위협이 될 수 있다. 소련군의 드레드노트 역시 매우 긴 사정거리를 가지고 있는 공성 무기이다. V3와 드레드 노트가 엘리트(계급장3줄)로 진급하게 되면 각자의 미사일 공격에 방사능 효과가 추가되며 이는 특히 건물에 괴멸적인 대미지를 입힐 수 있다. 다만 이들 무기에 단점이 있다면 미사일은 날아가는 속도가 느리기 때문에 날아가는 동안에 대공 무기에 격추될 수 있다는 것이다. 그렇기에 실제 당시 온라인에선 해안가 주변에 대공유닛방어용유닛을 대량으로 뽑아서 드레드노트와 V3등을 무용지물로 만들정도로 안 좋았다. 이후 레드얼럿3에선 이부분을 공격 못하게 설정하였다.
- 키로프 비행선: 키로프 비행선은 거대하고 값비싼 비행선이다. 키로프의 주무기는 폭탄이며 적의 머리위에 폭탄을 투하하는 폭격기의 역할을 수행한다. 매우 내구도가 높아 적의 공격에 상당히 오래 버틸 수 있으며, 투하하는 폭탄은 건물에 매우 큰 피해를 준다.(참고로 웬만한 보병도 한방임.) 문제가 있다면 키로프는 매우 느려서(레드얼럿 전체에서 가장 느린 유닛.) 목표 지점에 도달하기 전에 격추되는 일이 많다는 점이다. 그렇지만 키로프의 대부대가 몰려온다는 것은 적의 진영은 거의 파괴가 결정되었다는 것을 의미한다. 키로프는 또한 목표지점에 도달하기 약간 전부터 폭탄을 투하하기 시작하며, 이는 목표지점 근처의 지역에 피해를 줄 수 있다. 키로프 비행선은 아마도 볼셰비키 혁명가인 세르게이 키로프의 이름을 따왔을 거라 추정된다. 또한 키로프 비행선은 게임의 인트로 동영상에서도 등장한다.

## 재미난 사실
- 게임 내에서 세계 무역 센터를 비롯한 많은 기념물과 유명한 건축물들이 단지 "건물"이라고만 나와있다. 현재 이 문제를 해결하기 위한 패치 파일이 나와있으며, 패치를 업데이트 할 경우 모든 유명 건축물이 본디 이름으로 나오게 될 것이다.

- 펜타곤은 그래픽상에서 5구획으로 나뉘어 있음에도 불구하고 실제 게임상에서는 4구획으로 되어있다. 펜타곤은 4개의 사각형으로 이루어져 있고, 각각의 사각형들은 펜타곤의 한 부분씩을 담고있다. 이것은 게임내의 그래픽의 한계때문이다.

- 카빌 장군, 소피아 중위, 에바 중위 그리고 블라디미르 장군이 입는 군복은 JROTC(예비역 장교 훈련단)의 공로이다.

- 파리에서 진행하는 소비에트 미션에서 에펠탑은 '파리탑'이라고 불린다. 게임에서 에펠탑은 세개의 면만 가지고 있고, 둥글게 생긴 층들이 철골구조에서 돌출되는등, 탑의 전체모습이 실제의 탑과는 매우 다르게 생겼다. 게다가, 개선문은 '파리의 승리의 문'로 불리며, 또한 실제 문과는 매우 다르게 생겼고 실제의 위치에 세워지지 않았다. 이것을 만든 사람은 개선문을 실제로 보지 않았을 것이다. 게임내의 문은 게임의 파리에서 새롭게 바뀐 구조물이다. 초창기의 게임 스크린샷은 파리의 실제 에펠탑을 보여 줬지만, 출시된 게임에서는 에펠탑은 실제와 거리가 멀다.

- '레드얼럿2'의 몇몇 유닛의 성우는 엠페러: 배틀 포 듄에서도 유닛 성우로 기여했다.(예를 들어서 레드얼럿2의 연합군 나이트호크 수송헬기와 배틀 포 듄의 아트레이드가문의 소닉탱크) 니콜라스 워스(레드얼럿2의 서기장 로마노프역)또한 '엠페러: 배틀 포 듄'에서 'Mentat Kolinar Koltrass'역을, '타이베리안 선 파이어스톰'에서 Nod의 이너서클인 마자프장군 역을 했다.

- 연합군의 스파이는 어떠한 보병 유닛으로도 변장할 수 있다. 심지어 군견이나 민간인으로 변하는 것도 가능하며, 돌고래와 초대형 오징어를 제외한 동물로도 변장할 수 있다.

- 소비에트군 미션 12번 동영상에서 소피아 중위는 연합군의 크로노스피어가 알라스카의 포인트 호프에 위치해있다고 알려왔다. 그러나 지도에서는 실제 포인트 호프와는 전혀 다른 곳에 위치하고 있는 앵커리지를 나타내고 있다.

- 연합군 미션 #12에서, 특수 요원 타냐는 크레믈린에 도착해서, 로마노프를 체포하려고 하는 장면에서, 콘스탄틴 체르넨코의 사진이 복도에 걸려있는 걸 볼 수 있다. 그러나 그는 1984년 1월 9일까지 서기장 자리를 가지지 못하였다. (게임 영상에 나온 잡지의 날짜는 1972년 6월 9일로 나와 있다.)

- 소비에트군 미션 브리핑 동영상에 삽입되어 있는 행진 장면은 실제로는 붉은 광장이 아닌 상트 페테르부르크의 펠레스 광장에서 이루어진 것이다.

- 연합군 켐페인에 나오는 에바 중위는 그녀의 블라우스 깃에 중령 계급(중령계급장은 단풍나무 잎)이 있는 것으로 보인다.

- 실사동영상 중에서, 유리는 플레이어에게 스탈린과 앉아있는 사진을 보여 준다. 이 사진은 원래 손을 본 사진인데, 원래 사진에는 유리가 아니라, 레닌이 있었다. 그러나 이 사진은 레닌과 스탈린이 절친한 친구사이였다는 전설을 만들었다. 결과적으로 유리가 보여준 사진에 있던 사람들은 둘다 원래 사진에 찍혀 있던 인물이 아니다.

- 레드 얼럿 2에서 유리는 초대형 오징어는 자신의 마인드 컨트롤 기술로 조종하고 있는 것이라 밝혔다. 유리의 복수에서 소련군의 마인드 컨트롤 기술은 전부 유리에게 넘어갔는데, 초대형 오징어만은 유리의 복수에서도 소련군에 남아있다.

## 평가
| 평가 |        |
| --- | ------ |
| 통합 점수 통합사 점수 게임랭킹스 86% [ 1 ] 메타크리틱 84/100 [ 2 ] 평론 점수 평론사 점수 게임프로 4.4/5 [ 3 ] 게임스팟 8.5/10 [ 4 ] IGN 9.3/10 [ 5 ] |        |
| 통합 점수 |        |
| 통합사 | 점수   |
| 게임랭킹스 | 86%    |
| 메타크리틱 | 84/100 |
| 평론 점수 |        |
| 평론사 | 점수   |
| 게임프로 | 4.4/5  |
| 게임스팟 | 8.5/10 |
| IGN | 9.3/10 |